# Ekgonin
Ekgonin, (summaformel C9H15NO3), är en organisk kemikalie som finns naturligt i kokablad. Den är en alkaloid som är nära släkt med kokain. Den bildas genom nedbrytning av kokain i kroppen och är därför narkotikaklassad. Det är den substans som man mäter i urinen för att spåra kokainanvändning.
Substansen är narkotikaklassad och ingår i förteckningen N I i 1961 års allmänna narkotikakonvention, samt i förteckning II i Sverige.